# Макарово (Чорноголовський міський округ)
Мака́рово (рос. Макарово) — село у складі Чорноголовського міського округу Московської області, Росія.

## Населення
Населення — 1013 осіб (2010; 102 у 2002).
Національний склад (станом на 2002 рік):
- росіяни — 91 %